# Bocanjevci
Bocanjevci su naselje u Hrvatskoj, regiji Slavoniji u Osječko-baranjskoj županiji i nalaze se u sastavu grada Belišća.

## Zemljopisni položaj
Bocanjevci se nalaze na 92 metara nadmorske visine u nizini istočnohrvatske ravnice, a pokraj sela protječe rijeka Vučica. Susjedna naselja: istočno se nalazi Gorica Valpovačka, sjeverno Tiborjanci i Veliškovci, jugoistočno Marjančaci, Ivanovci i Zelčin. Zapadno se nalaze Marijanci, a jugozapadno Marjanski Ivanovci naselja u općini Marijanci.  Pripadajući poštanski broj je 31550 Valpovo, telefonski pozivni 031 i registarska pločica vozila OS (Osijek). Površina katastarske jedinice naselja Bocanjevci je 12,35 km2.

## Stanovništvo
| broj stanovnika | 774   | 787   | 704   | 708   | 858   | 790   | 813   | 962   | 998   | 968   | 894   | 715   | 634   | 564   | 518   | 457   | 342   |
|                 | 1857. | 1869. | 1880. | 1890. | 1900. | 1910. | 1921. | 1931. | 1948. | 1953. | 1961. | 1971. | 1981. | 1991. | 2001. | 2011. | 2021. |

U 1869. sadrži podatke za naselje Gorica Valpovačka.

## Crkva
U selu se nalazi Rimokatolička Crkva Sv. Filipa i Jakova apostola koja pripada istoimenoj katoličkoj župi i valpovačkom dekanatu Đakovačko-osječke nadbiskupije. Crkveni god (proštenje) ili kirvaj slavi se 1. svibnja.

## Obrazovanje i školstvo
U selu nalazi škola do 4. razreda koja radi u sklopu Osnovne škole Matija Petar Katančić Valpovo. Uz djecu iz Bocanjevaca ovu školu pohađaju i djeca iz obližnje Gorice Valpovačke.

## Kultura
- Kulturno umjetničko društvo "Šokadija" Bocanjevci
- Muška pjevačka družina "Bocanjevački pajdaši" Bocanjevci

## Šport
NK Hrvatski Sokol Bocanjevci natječe se u sklopu 3. ŽNL Liga NS Valpovo. Klub je osnovan 1958.

## Ostalo
U selu djeluje Dobrovoljno vatrogasno društvo Bocanjevci, osnovano 1925.

## Poznate osobe
- Slavko Barić, general HV

## Vanjske poveznice
- http://www.belisce.net/
- http://oskatancic.hr/